# Fumetti di Kull di Valusia
I fumetti dedicati a Kull di Valusia sono stati pubblicati a partire dagli anni '70 ad opera della Marvel Comics fino agli anni '90. Tra il 2008 e il 2019 se ne sono occupate le case editrici Dark Horse Comics e IDW Publishing. Nel 2022 la Heroic Signature, detentrice dei diritti sulle opere di Robert E. Howard, ha stretto un accordo con la casa editrice britannica Titan Comics per la pubblicazione di nuove serie a fumetti dedicate ai personaggi dello scrittore texano.
In Italia i fumetti di Kull iniziarono ad essere pubblicati dal 1974 ad opera di Editoriale Corno a cui sono succedute Comic Art, Marvel Italia e Panini Comics. A differenza di quelli di Conan e Solomon Kane gran parte del materiale è tuttora inedito.

## Storia editoriale

### Marvel Comics
A partire dal 1970 la Marvel Comics iniziò a pubblicare fumetti basati sui personaggi e i racconti di Robert E. Howard. Kull apparve per la prima volta in assoluto in un cameo all'interno del primo albo della serie Conan the Barbarian del luglio 1970 mentre il suo primo fumetto da protagonista fu pubblicato nel decimo albo della serie antologica Creatures on the Loose del dicembre dello stesso anno.
Nel marzo 1971 debuttò la sua prima serie eponima intitolata Kull the Conqueror, dall'undicesimo albo venne rinominata Kull the Destroyer, che terminò con il ventinovesimo albo nel luglio 1978; la testata venne rilanciata con il suo nome originale nel 1982 e nel 1983. Un'altra testata che portò il suo nome fu Kull and the Barbarians, serie antologica del 1975 in bianco e nero che durò tre numeri.
Tra gli anni 70 e 90 i fumetti di e con Kull vennero pubblicati all'interno di diverse testate Marvel, ma principalmente all'interno della rivista in bianco e nero Savage Sword of Conan.
Durante il periodo in cui la casa editrice riottenne i diritti sui personaggi di Robert Howard (2018-2022) Kull fece un'unica apparizione, un breve cameo nell'albo finale della miniserie Serpent War scritta da Jim Zub nel 2020.

### Dark Horse Comics
La Dark Horse ha realizzato tra il 2008 e il 2012 tre miniserie dedicate al personaggio: Kull, Kull: The Hate Witch e Kull: The Cat and the Skull. La prima e la terza sono adattamenti rispettivamente di due racconti di Howard, Il regno ombra e La gatta e il teschio. Tratto peculiare delle pubblicazioni Dark Horse è la presenza oltre alla numerazione delle singole serie di una complessiva riconducibile ad una continuità narrativa che abbraccia ognuna di esse.
David Lapham ha sceneggiato The Hate Witch, una storia originale non originariamente ideata da Howard, affermando che "la sfida è creare qualcosa che assomigli a quelle amate storie, che sia saldamente ambientato in quel mondo, ma aggiungendovisi". L'autore si è comunque ispirato ai racconti originali in particolare a Esule di Atlantide per via della comune ambientazione delle due storie. Una sua idea era quella di presentare la minaccia del pericolo di un imminente cataclisma e come la presenza stessa di Kull sul trono fosse un segno che la anticipasse. La stessa strega del titolo, Heka-la, proclama che le due cose sono collegate per una sua personale vendetta: "Era una creatura della Vecchia Razza e incolpa l'uomo per la rovina della sua razza. Attraverso Kull spera di provocare la caduta dell'uomo". Lapham aggiunse in merito al personaggio: "Penso che la cosa più avvincente di questa situazione sia che Kull è un pensatore. Infatti l'ambizione dei suoi pensieri e della sua immaginazione è molto più avanti persino della sua intelligenza. Riesce a vedere il quadro più ampio, non in senso di intrigo, ma in un senso storico e pratico".
Con The Cat and the Skull Lapham si è ritrovato a proporre dialoghi ripresi dal racconto originale per via della loro efficacia "[...] mi sono ritrovato a una scena, diciamo, tra Kull e il gatto e non sono riuscito ad "adattare" il dialogo. È così specifico ed evocativo. Tutto quello che potevo fare era trascriverlo, guardarlo e a volte tagliare dove avrebbe potuto avere punti ripetitivi".

### IDW Publishing
La IDW Publishing pubblica nel 2017 una miniserie intitolata Kull Eternal, realizzata da Tom Waltz e Luca Pizzari. Lo sceneggiatore ha voluto discostarsi dalle storie classiche del personaggio, già adattate in precedenza, per portarlo in una direzione "nuova", "diversa", "sorprendente" rimanendo però fedele ai suoi elementi fondamentali:
La pubblicazione si è interrotta con il terzo albo nel Maggio 2018 ed è stato poi concluso con un annual nell'Aprile 2019.

### Anni recenti
Nel giugno 2022 la Heroic Signature, nuova casa editrice della società detentrice dei diritti delle proprietà intellettuali di Howard, stringe un accordo con la casa editrice britannica Titan Comics per la realizzazione di nuove pubblicazioni tratte dai personaggi dell'autore texano.
Nel 2024 Kull appare come co-protagonista nel terzo arco narrativo della serie Conan the Barbarian edita da Titan Comics, L'era indomita, sceneggiato da Jim Zub e disegnato da Roberto De La Torre. Nello stesso anno Arrow Comics pubblica un adattamento del racconto Il regno ombra realizzato da Randy Zimmerman e Russ Leach.

## Pubblicazioni

### Marvel Comics
Di seguito sono elencati gli albi Marvel Comics in cui Kull ha partecipato con ruoli di vario livello tra gli anni '70 e i '90.
Conan il Barbaro (1970–1993)

- Albo 1, Conan il Barbaro! (prima apparizione fumettistica in assoluto)
- Albo 25, Gli specchi di Kharam Akkad
- Albo 37, La maledizione del Teschio d'oro
- Albo 52, L'altare e lo scorpione!
- Albo 68, Antichi e futuri re
- Albo 199, Rivelazioni nelle nebbie
- Albo 245, L'Impero dei Non Morti

Conan the Barbarian Annual (1973–1987)
- Albo 2, La Fenice sulla lama!
- Albo 8, Dark Night of the White Queen
- Albo 12, La Legione dei morti

La spada selvaggia di Conan (1974–1995)

- Albo 7, Racconti dell'Era Hyboriana, capitolo 1
- Albo 55, Wizard and Warrior
- Albo 186, Horror Out of Time
- Albi 190/191/192, Il teschio dei mari
- Albo 222, L'arrivo di Conan
- Albo 223, The Many Mirrors Of Tuzun Thune
- Albo 226, Of Kings and Cataclysms

Altro
- Tomb of Dracula 26, Luna di morte (Luglio 1974)
- Marvel Team-Up Annual 5, Il sorgere del serpente (Agosto 1982)
- Marvel Saga the Official History of the Marvel Universe 3, Book III: A Gathering of Dooms! (Novembre 1985)
- Epic Illustrated 34, Death of a Legend (Dicembre 1985)
- X-Men Annual 13, The Saga of the Serpent Crown Part 3: Serpent In the Garden (Aprile 1989)
- Doctor Strange - Sorcerer Supreme 11, The Book of the Vishanti: The Curse of the Darkhold Part III - Dawn of Blood (Settembre 1989)
- Marvel Graphic Novel 73, I predatori venuti dal tempo (Aprile 1992)
- Conan the Adventurer 5, The Hyborian Age (Agosto 1994)
- Conan: Serpent War 4, Il regno di Wyrm (Gennaio 2020)

Di seguito sono elencati i fumetti di Kull di Valusia pubblicati all'interno di serie non eponime.
| Data           | Edizione inglese          | Titolo                                        | Titolo                                        | Titolo italiano                     | Sceneggiatura                                  | Disegni                                      | Colori        | Copertina                                     | Prima edizione italiana                        | Data italiana  |
| -------------- | ------------------------- | --------------------------------------------- | --------------------------------------------- | ----------------------------------- | ---------------------------------------------- | -------------------------------------------- | ------------- | --------------------------------------------- | ---------------------------------------------- | -------------- |
| Dicembre 1970  | Creatures on the Loose 10 | The Skull of Silence!                         | The Skull of Silence!                         | Il teschio del silenzio             | Roy Thomas                                     | Bernie Wrightson                             | Marie Severin | Herb Trimpe                                   | Il mitico Thor 82 (Editoriale Corno)           | Giugno 1974    |
| Luglio 1971    | Conan the Barbarian 10    | The King and the Oak                          | The King and the Oak                          | Il Re e la quercia                  | Roy Thomas, Robert E. Howard (testo originale) | Marie Severin (matite), John Severin (chine) | Marie Severin | Barry Windsor-Smith (colori di Marie Severin) | Il mitico Thor 85 (Editoriale Corno)           | Luglio 1974    |
| Gennaio 1972   | Monsters on the Prowl 16  | The Forbidden Swamp                           | The Forbidden Swamp                           | La palude proibita                  | Roy Thomas                                     | John Severin                                 | Marie Severin | John Severin                                  | Il mitico Thor 85 (Editoriale Corno)           | Luglio 1974    |
| Agosto 1974    | Savage Sword of Conan 2   | The Beast from the Abyss                      | The Beast from the Abyss                      | n/a                                 | Steve Englehart                                | Howard Chaykin                               | Bianco e nero | Neal Adams                                    | Inedito                                        | n/a            |
| Ottobre 1974   | Savage Sword of Conan 3   | Kull of Atlantis                              | Kull of Atlantis                              | n/a                                 | Robert E. Howard (testo originale)             | Barry Windsor-Smith                          | Bianco e nero | Michael W Kaluta                              | Inedito                                        | n/a            |
| Ottobre 1975   | Savage Sword of Conan 9   | When a Tiger Returns to Atlantis              | When a Tiger Returns to Atlantis              | n/a                                 | Doug Moench                                    | Sonny Trinidad                               | Bianco e nero | Boris Vallejo                                 | Inedito                                        | n/a            |
| Agosto 1977    | Savage Sword of Conan 23  | The Striking of the Gong                      | The Striking of the Gong                      | n/a                                 | Roy Thomas                                     | Rick Hoberg                                  | Bianco e nero | Earl Norem                                    | Inedito                                        | n/a            |
| Agosto 1978    | Savage Sword of Conan 34  | Mirrors of Tuzun Thune                        | Mirrors of Tuzun Thune                        | n/a                                 | Roy Thomas                                     | Mike Ploog                                   | Bianco e nero | Ernie Chan                                    | Inedito                                        | n/a            |
| Maggio 1979    | Savage Sword of Conan 42  | Kings of the Night                            | Kings of the Night                            | I re della notte                    | Roy Thomas                                     | David Wenzel                                 | Bianco e nero | Bob Larkin                                    | Conan la Spada Selvaggia 69 (Comic Art)        | Agosto 1992    |
| Giugno 1979    | Savage Sword of Conan 43  | Pass of Death - Part II of Kings of the Night | Pass of Death - Part II of Kings of the Night | Il passo della morte                | Roy Thomas                                     | David Wenzel                                 | Bianco e nero | Bob Larkin                                    | Conan la Spada Selvaggia 69 (Comic Art)        | Agosto 1992    |
| Giugno 1979    | Marvel Preview 19         | Riders Beyond the Sunrise                     | Riders Beyond the Sunrise                     | n/a                                 | Roy Thomas                                     | Sal Buscema                                  | Bianco e nero | Bob Larkin                                    | Inedito                                        | n/a            |
| Aprile 1981    | Bizarre Adventures 26     | Demon in a Silvered Glass                     | Restless Spirits                              | Il Demone in uno specchio d'argento | Doug Moench                                    | John Bolton                                  | Bianco e nero | John Bolton                                   | La Spada Selvaggia di Conan 92 (Panini Comics) | Agosto 1994    |
| Aprile 1981    | Bizarre Adventures 26     | Demon in a Silvered Glass                     | A Madness of Mirrors                          | Il Demone in uno specchio d'argento | Doug Moench                                    | John Bolton                                  | Bianco e nero | John Bolton                                   | La Spada Selvaggia di Conan 92 (Panini Comics) | Agosto 1994    |
| Aprile 1981    | Bizarre Adventures 26     | Demon in a Silvered Glass                     | And in Decadence, the Descent                 | Il Demone in uno specchio d'argento | Doug Moench                                    | John Bolton                                  | Bianco e nero | John Bolton                                   | La Spada Selvaggia di Conan 92 (Panini Comics) | Agosto 1994    |
| Aprile 1981    | Bizarre Adventures 26     | Demon in a Silvered Glass                     | The True Enemy Within                         | Il Demone in uno specchio d'argento | Doug Moench                                    | John Bolton                                  | Bianco e nero | John Bolton                                   | La Spada Selvaggia di Conan 92 (Panini Comics) | Agosto 1994    |
| Agosto 1981    | Marvel Team-Up 111        | Of Spiders and Serpents!                      | Of Spiders and Serpents!                      | Ragni e serpenti                    | J.M. DeMatteis                                 | Herb Trimpe                                  | Bob Sharen    | Herb Trimpe                                   | For Fans Only 17 (Marvel Italia)               | Aprile 2012    |
| Settembre 1981 | Marvel Team-Up 112        | A King Comes Riding                           | A King Comes Riding                           | n/a                                 | J.M. DeMatteis                                 | Herb Trimpe                                  | Bob Sharen    | Marie Severin e John Severin                  | Inedito                                        | n/a            |
| Ottobre 1985   | Savage Sword of Conan 119 | Kull the Conqueror: From Beyond the Grave!    | Kull the Conqueror: From Beyond the Grave!    | n/a                                 | Chuck Dixon                                    | Geof Isherwood                               | Bianco e nero | Ernie Chan                                    | Inedito                                        | n/a            |
| Ottobre 1985   | Savage Sword of Conan 120 | Night of the Monkey                           | Night of the Monkey                           | n/a                                 | Chuck Dixon                                    | Geof Isherwood                               | Bianco e nero | Bob Larkin                                    | Inedito                                        | n/a            |
| Dicembre 1985  | Savage Sword of Conan 121 | Kull the Conqueror: Pieces of Horror          | Kull the Conqueror: Pieces of Horror          | n/a                                 | Chuck Dixon                                    | Geof Isherwood                               | Bianco e nero | Joe Jusko                                     | Inedito                                        | n/a            |
| Dicembre 1985  | Savage Sword of Conan 122 | One Against All                               | One Against All                               | n/a                                 | Chuck Dixon                                    | Val Semeiks                                  | Bianco e nero | Ernie Chan                                    | Inedito                                        | n/a            |
| Marzo 1986     | Savage Sword of Conan 124 | Song of the Dead                              | Song of the Dead                              | n/a                                 | Chuck Dixon                                    | Geof Isherwood                               | Bianco e nero | Michael Golden                                | Inedito                                        | n/a            |
| Aprile 1986    | Savage Sword of Conan 125 | Kull the Conqueror in Trail of Blades         | Kull the Conqueror in Trail of Blades         | n/a                                 | Chuck Dixon                                    | Geof Isherwood                               | Bianco e nero | Thomas Kidd                                   | Inedito                                        | n/a            |
| Aprile 1986    | Savage Sword of Conan 126 | The King's Dream                              | The King's Dream                              | n/a                                 | Chuck Dixon                                    | Val Semeiks                                  | Bianco e nero | Doug Beekman                                  | Inedito                                        | n/a            |
| Giugno 1986    | Savage Sword of Conan 127 | The Carrion Eaters                            | The Carrion Eaters                            | n/a                                 | Chuck Dixon                                    | Pablo Marcos                                 | Bianco e nero | Peter Manko                                   | Inedito                                        | n/a            |
| Luglio 1986    | Savage Sword of Conan 128 | The Lair                                      | The Lair                                      | n/a                                 | Chuck Dixon                                    | Val Semeiks                                  | Bianco e nero | David Mattingly                               | Inedito                                        | n/a            |
| Luglio 1986    | Savage Sword of Conan 129 | Kull the Conqueror: The Barrens               | Kull the Conqueror: The Barrens               | n/a                                 | Chuck Dixon                                    | Val Semeiks                                  | Bianco e nero | Doug Beekman                                  | Inedito                                        | n/a            |
| Settembre 1986 | Savage Sword of Conan 130 | Beneath the Crown... A Warrior                | Beneath the Crown... A Warrior                | n/a                                 | Chuck Dixon                                    | Val Semeiks                                  | Bianco e nero | Joe Jusko                                     | Inedito                                        | n/a            |
| Settembre 1986 | Savage Sword of Conan 131 | Prince of Thieves                             | Prince of Thieves                             | n/a                                 | Chuck Dixon                                    | Val Semeiks                                  | Bianco e nero | Joe Jusko                                     | Inedito                                        | n/a            |
| Novembre 1986  | Savage Sword of Conan 132 | Kull the Conqueror! The Sea King              | Kull the Conqueror! The Sea King              | n/a                                 | Chuck Dixon                                    | Val Semeiks                                  | Bianco e nero | Joe Jusko                                     | Inedito                                        | n/a            |
| Dicembre 1986  | Savage Sword of Conan 133 | The Totem                                     | The Totem                                     | n/a                                 | Chuck Dixon                                    | Val Semeiks                                  | Bianco e nero | Dave Dorman                                   | Inedito                                        | n/a            |
| Dicembre 1986  | Savage Sword of Conan 134 | Keeper of Laws                                | Keeper of Laws                                | n/a                                 | Chuck Dixon                                    | Pablo Marcos                                 | Bianco e nero | Joe Jusko                                     | Inedito                                        | n/a            |
| Febbraio 1987  | Savage Sword of Conan 135 | Fool's Night                                  | Fool's Night                                  | n/a                                 | Chuck Dixon                                    | Val Semeiks                                  | Bianco e nero | Doug Beekman                                  | Inedito                                        | n/a            |
| Marzo 1987     | Savage Sword of Conan 136 | The Tolltaker                                 | The Tolltaker                                 | n/a                                 | Chuck Dixon                                    | Fraja Bator                                  | Bianco e nero | Doug Beekman                                  | Inedito                                        | n/a            |
| Marzo 1987     | Savage Sword of Conan 137 | The Brawl                                     | The Brawl                                     | n/a                                 | Chuck Dixon                                    | Ernie Chan                                   | Bianco e nero | Bob Larkin                                    | Inedito                                        | n/a            |
| Maggio 1987    | Savage Sword of Conan 138 | The Mine                                      | The Mine                                      | n/a                                 | Chuck Dixon                                    | Fraja Bator                                  | Bianco e nero | Joe Jusko                                     | Inedito                                        | n/a            |
| Giugno 1987    | Savage Sword of Conan 139 | The Caravan                                   | The Caravan                                   | n/a                                 | Chuck Dixon                                    | Fraja Bator                                  | Bianco e nero | Joe Jusko                                     | Inedito                                        | n/a            |
| Giugno 1987    | Savage Sword of Conan 140 | Nightmare                                     | Nightmare                                     | n/a                                 | Chuck Dixon                                    | Vincent Waller                               | Bianco e nero | Joe Jusko                                     | Inedito                                        | n/a            |
| Novembre 1987  | Savage Sword of Conan 145 | Gift of the Pirate King                       | Gift of the Pirate King                       | n/a                                 | Chuck Dixon                                    | Dale Eaglesham                               | Bianco e nero | Robert Lawrence Stine                         | Inedito                                        | n/a            |
| Gennaio 1988   | Savage Sword of Conan 147 | Rites of Passage                              | Rites of Passage                              | n/a                                 | William Johnson                                | William Johnson                              | Bianco e nero | Joe Jusko                                     | Inedito                                        | n/a            |
| Febbraio 1988  | Savage Sword of Conan 148 | Host of the Serpent Cult                      | Host of the Serpent Cult                      | n/a                                 | Chuck Dixon                                    | Vince Giarrano                               | Bianco e nero | Doug Beekman                                  | Inedito                                        | n/a            |
| Marzo 1988     | Savage Sword of Conan 149 | Traitors' gold!                               | Traitors' gold!                               | n/a                                 | Chuck Dixon                                    | Dale Eaglesham                               | Bianco e nero | Doug Beekman                                  | Inedito                                        | n/a            |
| Aprile 1988    | Savage Sword of Conan 150 | Trial by Fear                                 | Trial by Fear                                 | n/a                                 | John Arcudi                                    | Mark Pacella                                 | Bianco e nero | Michael Golden                                | Inedito                                        | n/a            |
| Maggio 1988    | Savage Sword of Conan 151 | A Bond of Blood (Trial by Fear, part 2)       | A Bond of Blood (Trial by Fear, part 2)       | n/a                                 | John Arcudi                                    | Mark Pacella                                 | Bianco e nero | Earl Norem                                    | Inedito                                        | n/a            |
| Giugno 1988    | Savage Sword of Conan 152 | Invictus                                      | Invictus                                      | n/a                                 | John Arcudi                                    | Dale Eaglesham                               | Bianco e nero | Doug Beekman                                  | Inedito                                        | n/a            |
| Dicembre 1988  | Savage Sword of Conan 158 | Caresses of Mine Enemy                        | Caresses of Mine Enemy                        | n/a                                 | John Arcudi                                    | Jim Valentino                                | Bianco e nero | Ovi Hondru                                    | Inedito                                        | n/a            |
| Gennaio 1989   | Savage Sword of Conan 159 | The Plague King                               | The Plague King                               | n/a                                 | Chuck Dixon                                    | Don Perlin                                   | Bianco e nero | Joe Jusko                                     | Inedito                                        | n/a            |
| Marzo 1989     | Savage Sword of Conan 161 | Distortions                                   | Distortions                                   | n/a                                 | John Arcudi                                    | Ernie Chan                                   | Bianco e nero | Ovi Hondru                                    | Inedito                                        | n/a            |
| Luglio 1989    | Savage Sword of Conan 165 | Siege!                                        | Siege!                                        | n/a                                 | John Arcudi                                    | Tony Salmons                                 | Bianco e nero | Dorian Vallejo                                | Inedito                                        | n/a            |
| Novembre 1989  | Savage Sword of Conan 169 | Death and Taxes                               | Death and Taxes                               | n/a                                 | Dave Simons                                    | Dave Simons                                  | Bianco e nero | Ovi Hondru                                    | Inedito                                        | n/a            |
| Febbraio 1990  | Savage Sword of Conan 172 | A Groaning in the Earth                       | A Groaning in the Earth                       | n/a                                 | Alan Rowlands                                  | Ovi Hondru                                   | Bianco e nero | Ovi Hondru                                    | Inedito                                        | n/a            |
| Dicembre 1990  | Savage Sword of Conan 182 | The Man Who Would Be King                     | The Man Who Would Be King                     | n/a                                 | John Arcudi                                    | Fred Carrillo                                | Bianco e nero | Ovi Hondru                                    | Inedito                                        | n/a            |
| Gennaio 1991   | Savage Sword of Conan 183 | Threnody                                      | Threnody                                      | n/a                                 | John Arcudi                                    | Fred Carrillo                                | Bianco e nero | Doug Beekman                                  | Inedito                                        | n/a            |
| Agosto 1991    | Savage Sword of Conan 190 | Death and Life in Tiger Valley                | Death and Life in Tiger Valley                | n/a                                 | Roy Thomas                                     | Eufronio Reyes Cruz                          | Bianco e nero | Earl Norem                                    | La Spada Selvaggia di Conan 98 (Panini Comics) | Febbraio 1995  |
| Settembre 1991 | Savage Sword of Conan 191 | Death and Life in Tiger Valley                | Death and Life in Tiger Valley                | n/a                                 | Roy Thomas                                     | Eufronio Reyes Cruz                          | Bianco e nero | Joe Jusko                                     | Inedito                                        | n/a            |
| Ottobre 1991   | Savage Sword of Conan 192 | Death and Life in Tiger Valley                | Death and Life in Tiger Valley                | n/a                                 | Roy Thomas                                     | Eufronio Reyes Cruz                          | Bianco e nero | Bob Larkin                                    | Inedito                                        | n/a            |
| Novembre 1991  | Savage Sword of Conan 193 | Kull the Pict-Killer                          | Kull the Pict-Killer                          | n/a                                 | Roy Thomas                                     | Tony DeZuniga                                | Bianco e nero | Earl Norem                                    | Inedito                                        | n/a            |
| Febbraio 1992  | Savage Sword of Conan 196 | Bride of the Buccaneer                        | Bride of the Buccaneer                        | n/a                                 | Roy Thomas                                     | Eufronio Reyes Cruz                          | Bianco e nero | Earl Norem                                    | Inedito                                        | n/a            |
| Marzo 1992     | Savage Sword of Conan 197 | Raiders of the Pictish Isles                  | Raiders of the Pictish Isles                  | n/a                                 | Roy Thomas                                     | Eufronio Reyes Cruz                          | Bianco e nero | Ovi Hondru                                    | Inedito                                        | n/a            |
| Aprile 1992    | Savage Sword of Conan 198 | Vengeance in Valusia                          | Vengeance in Valusia                          | n/a                                 | Roy Thomas                                     | Eufronio Reyes Cruz                          | Bianco e nero | Bob Larkin                                    | Inedito                                        | n/a            |
| Maggio 1992    | Savage Sword of Conan 199 | The Pit - Vengeance in Valusia Part Two       | The Pit - Vengeance in Valusia Part Two       | n/a                                 | Roy Thomas                                     | Eufronio Reyes Cruz                          | Bianco e nero | Ovi Hondru                                    | Inedito                                        | n/a            |
| Agosto 1992    | Savage Sword of Conan 202 | Exile of Atlantis                             | Exile of Atlantis                             | Esilio su Atlantide                 | Roy Thomas                                     | Eufronio Reyes Cruz                          | Bianco e nero | Earl Norem                                    | La Spada Selvaggia di Conan 91 (Panini Comics) | Luglio 1994    |
| Luglio 1993    | Savage Sword of Conan 213 | Conscience of the king                        | Conscience of the king                        | n/a                                 | Chuck Dixon                                    | Eliot R. Brown                               | Bianco e nero | Jim Hoston                                    | La Spada Selvaggia di Conan 91 (Panini Comics) | Luglio 1994    |
| Settembre 1993 | Savage Sword of Conan 215 | The Savage Brotherhood                        | The Savage Brotherhood                        | n/a                                 | John Arcudi                                    | Don Hudson                                   | Bianco e nero | Tim Conrad                                    | Inedito                                        | n/a            |
| Settembre 1993 | Savage Sword of Conan 215 | Caresses of Mine Enemy                        | Caresses of Mine Enemy                        | n/a                                 | Roy Thomas; John Arcudi (trama)                | Dale Eaglesham                               | Bianco e nero | Tim Conrad                                    | Inedito                                        | n/a            |
| Novembre 1994  | Savage Sword of Conan 229 | King Kull: Enslaved                           | King Kull: Enslaved                           | n/a                                 | Roy Thomas                                     | Eufronio Reyes Cruz                          | Bianco e nero | Fred Harper                                   | Le Cronache di Conan 6 (Marvel Italia)         | Settembre 1995 |
| Dicembre 1994  | Savage Sword of Conan 230 | King Kull: Like a Wolf at Bay                 | King Kull: Like a Wolf at Bay                 | Come un lupo                        | Roy Thomas                                     | Eufronio Reyes Cruz                          | Bianco e nero | Tim Conrad                                    | Conan 2 (Panini Comics)                        | Gennaio 1997   |
| Gennaio 1995   | Savage Sword of Conan 231 | King Kull: Rotath of Lemuria                  | King Kull: Rotath of Lemuria                  | Rotath di lemuria                   | Roy Thomas                                     | Eufronio Reyes Cruz                          | Bianco e nero | Dan Lawlis                                    | Conan 3 (Panini Comics)                        | Marzo 1997     |
| Febbraio 1995  | Savage Sword of Conan 232 | King Kull: The Oath                           | King Kull: The Oath                           | Il patto                            | Roy Thomas                                     | Eufronio Reyes Cruz                          | Bianco e nero | Doug Beekman                                  | Conan 4 (Panini Comics)                        | Maggio 1997    |
| Marzo 1995     | Savage Sword of Conan 233 | King Kull: Death in a High Place              | King Kull: Death in a High Place              | n/a                                 | Roy Thomas                                     | Eufronio Reyes Cruz                          | Bianco e nero | Doug Beekman                                  | Inedito                                        | n/a            |
| Aprile 1989    | Marvel Graphic Novel 47   | Kull: The Vale of Shadow                      | Kull: The Vale of Shadow                      | Kull: La valle delle ombre          | Alan Zelenetz                                  | Tony DeZuniga                                | Tom Vincent   | Doug Beekman e Ken Lopez                      | Best Comics 19 (Comic Art)                     | Settembre 1993 |

Di seguito sono elencate le serie eponime dedicate a Kull di Valusia.
| Data           | Edizione inglese              | TItolo                          | Titolo italiano                      | Sceneggiatura                        | Disegni                                                               | Colori                        | Copertina                    | Prima edizione italiana              | Data italiana         |
| -------------- | ----------------------------- | ------------------------------- | ------------------------------------ | ------------------------------------ | --------------------------------------------------------------------- | ----------------------------- | ---------------------------- | ------------------------------------ | --------------------- |
| Marzo 1971     | Kull the Conqueror (vol.1) 1  | A King Comes Riding             | Un re arriva cavalcando              | Roy Thomas                           | Ross Andru                                                            | Marie Severin                 | Ross Andru, Marie Severin    | Thor 83 (Editoriale Corno)           | Giugno 1974           |
| Maggio 1971    | Kull the Conqueror (vol.1) 2  | The Shadow Kingdom              | Il regno dell'ombra!                 | Roy Thomas                           | Marie Severin                                                         | Marie Severin                 | Marie Severin e John Severin | Thor 84-85 (Editoriale Corno)        | Luglio 1974           |
| Aprile 1972    | Kull the Conqueror (vol.1) 3  | The Death-Dance of Thulsa Doom! | La danza della morte di Thulsa Doom! | Roy Thomas                           | Marie Severin                                                         | Marie Severin                 | Marie Severin e John Severin | Thor 86 (Editoriale Corno)           | Luglio 1974           |
| Giugno 1972    | Kull the Conqueror (vol.1) 4  | Night of the Red Slayers!       | La notte degli assassini rossi!      | John Jakes (soggetto) e Gerry Conway | Marie Severin                                                         | Marie Severin                 | Marie Severin e John Severin | Thor 87-88-89 (Editoriale Corno)     | Agosto-Settembre 1974 |
| Agosto 1972    | Kull the Conqueror (vol.1) 5  | A Kingdom by the Sea!           | Un regno dal mare                    | Gerry Conway                         | Marie Severin                                                         | n/a                           | Marie Severin e John Severin | Conan & Ka-Zar 16 (Editoriale Corno) | Ottobre 1975          |
| Ottobre 1972   | Kull the Conqueror (vol.1) 6  | The Lurker beneath the Earth!   | Colui che striscia sotto la terra!   | Gerry Conway                         | Marie Severin                                                         | n/a                           | Marie Severin e John Severin | Conan & Ka-Zar 17 (Editoriale Corno) | Ottobre 1975          |
| Dicembre 1972  | Kull the Conqueror (vol.1) 7  | Delcardes' Cat                  | Il gatto di Delcardes                | Gerry Conway                         | Marie Severin                                                         | Marie Severin                 | Marie Severin e John Severin | Conan & Ka-Zar 18 (Editoriale Corno) | Novembre 1975         |
| Febbraio 1973  | Kull the Conqueror (vol.1) 8  | Wolfshead                       | Testa di lupo                        | Roy Thomas (soggetto) e Len Wein     | Marie Severin                                                         | Marie Severin                 | Marie Severin e John Severin | Conan & Ka-Zar 19 (Editoriale Corno) | Novembre 1975         |
| Aprile 1973    | Kull the Conqueror (vol.1) 9  | The Scorpion God!               | Il dio scorpione!                    | Gerry Conway                         | Marie Severin                                                         | n/a                           | Marie Severin e John Severin | Conan & Ka-Zar 20 (Editoriale Corno) | Dicembre 1975         |
| Giugno 1973    | Kull the Conqueror (vol.1) 10 | Swords of the White Queen!      | Le spade della regina bianca!        | Gerry Conway                         | Marie Severin                                                         | Dave Hunt                     | Marie Severin e John Severin | Conan & Ka-Zar 21 (Editoriale Corno) | Dicembre 1975         |
| Agosto 1973    | Kull the Destroyer 11         | King Kull Must Die!             | Il re Kull deve morire               | Roy Thomas                           | Mike Ploog                                                            | Linda Lessmann                | Mike Ploog                   | Conan & Ka-Zar 23 (Editoriale Corno) | Gennaio 1976          |
| Ottobre 1973   | Kull the Destroyer 12         | Moon of Blood!                  | Luna di sangue!                      | Steve Englehart                      | Mike Ploog                                                            | Glynis Wein                   | Mike Ploog                   | Conan & Ka-Zar 24 (Editoriale Corno) | Febbraio 1976         |
| Gennaio 1974   | Kull the Destroyer 13         | Torches from Hell               | Le torce dall'inferno!               | Steve Englehart                      | Mike Ploog                                                            | George Roussos                | Mike Ploog                   | Conan & Ka-Zar 25 (Editoriale Corno) | Febbraio 1976         |
| Marzo 1974     | Kull the Destroyer 14         | The Black Belfry!               | Il campanile nero!                   | Steve Englehart                      | Mike Ploog                                                            | Linda Lessmann                | Jim Starlin                  | Conan & Ka-Zar 26 (Editoriale Corno) | Marzo 1976            |
| Maggio 1974    | Kull the Destroyer 15         | Wings of the Night-Beast!       | La morte nel vento!                  | Steve Englehart                      | Mike Ploog                                                            | Petra Goldberg                | Gil Kane                     | Conan & Ka-Zar 27 (Editoriale Corno) | Marzo 1976            |
| Maggio 1975    | Kull and the Barbarians 2     | The Teeth of the Dragon         | n/a                                  | Gerry Conway                         | Jess Jodloman                                                         | Bianco e nero                 | Mike Whelan                  | Inedito                              | n/a                   |
| Luglio 1975    | Kull and the Barbarians 3     | The Omen in the Skull           | n/a                                  | Doug Moench                          | Vicente Alcázar                                                       | Bianco e nero                 | Mike Whelan                  | Inedito                              | n/a                   |
| Maggio 1976    | Kull the Destroyer 16         | The Tiger in the Moon           | n/a                                  | Roy Thomas e Doug Moench             | Ed Hannigan                                                           | Don Warfield                  | Ed Hannigan                  | Inedito                              | n/a                   |
| Luglio 1976    | Kull the Destroyer 17         | The Thing from Emerald Darkness | n/a                                  | Doug Moench                          | Ed Hannigan                                                           | Hugh Paley                    | Gil Kane, Klaus Janson       | Inedito                              | n/a                   |
| Settembre 1976 | Kull the Destroyer 18         | The Keeper of Flame and Frost   | n/a                                  | Doug Moench                          | Ed Hannigan                                                           | Marie Severin                 | Pablo Marcos                 | Inedito                              | n/a                   |
| Novembre 1976  | Kull the Destroyer 19         | The Crystal Menace              | n/a                                  | Doug Moench                          | Ed Hannigan                                                           | Don Warfield                  | Marie Severin e John Severin | Inedito                              | n/a                   |
| Gennaio 1977   | Kull the Destroyer 20         | The Hell beneath Atlantis       | n/a                                  | Doug Moench                          | Ed Hannigan                                                           | Marie Severin                 | Marie Severin e John Severin | Inedito                              | n/a                   |
| Marzo 1977     | Kull the Destroyer 21         | City of the Crawling Dead       | n/a                                  | Don Glut                             | Ernie Chan                                                            | Marie Severin                 | Gil Kane                     | Inedito                              | n/a                   |
| Maggio 1977    | Kull the Destroyer 22         | Talons of the Devil-Birds       | n/a                                  | Don Glut                             | Ernie Chan                                                            | Don Warfield                  | Ernie Chan e Rudy Nebres     | Inedito                              | n/a                   |
| Luglio 1977    | Kull the Destroyer 23         | Demon Shade!                    | n/a                                  | Don Glut                             | Ernie Chan                                                            | Petra Goldberg                | Ernie Chan                   | Inedito                              | n/a                   |
| Settembre 1977 | Kull the Destroyer 24         | Screams in the Dark             | n/a                                  | Don Glut                             | Ernie Chan                                                            | Petra Goldberg                | Ernie Chan e Alfredo Alcala  | Inedito                              | n/a                   |
| Novembre 1977  | Kull the Destroyer 25         | A Lizard's Throne               | n/a                                  | Don Glut                             | Ernie Chan                                                            | Petra Goldberg                | Ernie Chan e Rudy Nebres     | Inedito                              | n/a                   |
| Gennaio 1978   | Kull the Destroyer 26         | Into Death's Dimension          | n/a                                  | Don Glut                             | Ernie Chan                                                            | Petra Goldberg                | Ernie Chan e Rudy Nebres     | Inedito                              | n/a                   |
| Marzo 1978     | Kull the Destroyer 27         | The World Within                | n/a                                  | Don Glut                             | Ernie Chan                                                            | George Roussos                | Ernie Chan e Rudy Nebres     | Inedito                              | n/a                   |
| Maggio 1978    | Kull the Destroyer 28         | The Creature and the Crown!     | n/a                                  | Don Glut                             | Ernie Chan                                                            | George Roussos                | Ernie Chan                   | Inedito                              | n/a                   |
| Luglio 1978    | Kull the Destroyer 29         | To Sit the Topaz Throne!        | n/a                                  | Don Glut                             | Ernie Chan                                                            | George Roussos                | Ernie Chan                   | Inedito                              | n/a                   |
| Settembre 1982 | Kull The Conqueror (vol.2) 1  | The Power and the Kingdom       | Il regno e il potere                 | Alan Zelenetz                        | John Buscema                                                          | Marie Severin                 | John Bolton                  | Conan il Barbaro 62 (Marvel Italia)  | Aprile 1994           |
| Dicembre 1982  | Kull The Conqueror (vol.2) 2  | The Blood of Kings!             | Il sangue dei Re                     | Doug Moench                          | John Bolton                                                           | John Bolton, Christie Scheele | John Bolton                  | Conan il Barbaro 65 (Panini Comics)  | Luglio 1994           |
| Febbraio 1983  | Kull The Conqueror (vol.3) 1  | Eye of the Tigress              | L'occhio della tigre                 | Bruce Jones, April Campbell          | John Buscema                                                          | Christie Scheele              | Joe Jusko                    | Conan il Barbaro 66 (Panini Comics)  | Agosto 1994           |
| Marzo 1983     | Kull The Conqueror (vol.3) 2  | The Amulet of Ka                | n/a                                  | Alan Zelenetz                        | John Buscema                                                          | Christie Scheele              | Bill Sienkiewicz             | Conan il Barbaro 67 (Panini Comics)  | Settembre 1994        |
| Marzo 1983     | Kull The Conqueror (vol.3) 2  | Reprise                         | Coda...                              | Alan Zelenetz                        | John Buscema                                                          | Christie Scheele              | Bill Sienkiewicz             | Conan il Barbaro 67 (Panini Comics)  | Settembre 1994        |
| Agosto 1983    | Kull The Conqueror (vol.3) 3  | Dead Men of the Deep            | Morti del profondo mare              | Alan Zelenetz                        | John Buscema                                                          | Klaus Janson                  | Michael Golden               | Conan il Barbaro 71 (Panini Comics)  | Gennaio 1996          |
| Ottobre 1983   | Kull The Conqueror (vol.3) 4  | A Season of Black Death         | n/a                                  | Alan Zelenetz                        | Charles Vess, Ernie Chan, John Bolton, Butch Guice e Bill Sienkiewicz | Christie Scheele, John Bolton | Michael Golden               | Inedito                              | n/a                   |
| Maggio 1984    | Kull The Conqueror (vol.3) 5  | A Vision of Lost Love           | n/a                                  | Alan Zelenetz                        | John Buscema                                                          | Klaus Janson                  | Michael Golden               | Inedito                              | n/a                   |
| Luglio 1984    | Kull The Conqueror (vol.3) 6  | Goblin Moon                     | n/a                                  | Alan Zelenetz                        | John Buscema                                                          | Klaus Janson                  | Michael Golden               | Inedito                              | n/a                   |
| Settembre 1984 | Kull The Conqueror (vol.3) 7  | Masquerade                      | n/a                                  | Alan Zelenetz                        | John Buscema                                                          | Marie Severin                 | Michael Golden               | Inedito                              | n/a                   |
| Novembre 1984  | Kull The Conqueror (vol.3) 8  | Blade of Justice                | n/a                                  | Alan Zelenetz                        | Sal Buscema                                                           | Christie Scheele              | Michael Golden               | Inedito                              | n/a                   |
| Gennaio 1985   | Kull The Conqueror (vol.3) 9  | The Sword of Gonra!             | n/a                                  | Alan Zelenetz                        | John Buscema                                                          | Marie Severin                 | Barry Windsor-Smith          | Inedito                              | n/a                   |
| Marzo 1985     | Kull The Conqueror (vol.3) 10 | While Valusia Sleeps            | n/a                                  | Alan Zelenetz                        | John Buscema                                                          | Christie Scheele              | Barry Windsor-Smith          | Inedito                              | n/a                   |

### Blackthorne Publishing
| Data         | TItolo      | TItolo                       | Titolo italiano | Sceneggiatura                     | Disegni                           | Copertina    | Prima edizione italiana | Data italiana |
| ------------ | ----------- | ---------------------------- | --------------- | --------------------------------- | --------------------------------- | ------------ | ----------------------- | ------------- |
| Gennaio 1988 | Kull 3-D    | The Gem of the Golden Waters | n/a             | Bobbi JG Weiss e David Cody Weiss | Aaron Lopresti e Edgar Martiarena | Adrian Moro  | Inedito                 | n/a           |
| Marzo 1989   | Kull 3-D II | A Night on the Town          | n/a             | Bobbi JG Weiss e David Cody Weiss | Jeff Johnson e Dan Schaeffer      | Jeff Johnson | Inedito                 | n/a           |

### Dark Horse Comics
| Data          | Edizione inglese            | TItolo                  | Titolo italiano       | Sceneggiatura | Disegni        | Colori           | Copertina   | Prima edizione italiana              | Data italiana |
| ------------- | --------------------------- | ----------------------- | --------------------- | ------------- | -------------- | ---------------- | ----------- | ------------------------------------ | ------------- |
| Novembre 2008 | Kull                        | The Iron fortress       | Il Regno Fantasma     | Arvid Nelson  | Will Conrad    | José Villarrubia | Andy Brase  | 100% Cult Comics 96 (Panini Comics)  | Maggio 2010   |
| Dicembre 2008 | Kull                        | The Shadow Kingdom      | Il Regno Fantasma     | Arvid Nelson  | Will Conrad    | José Villarrubia | Andy Brase  | 100% Cult Comics 96 (Panini Comics)  | Maggio 2010   |
| Gennaio 2009  | Kull                        | The Shadow Kingdom      | Il Regno Fantasma     | Arvid Nelson  | Will Conrad    | José Villarrubia | Andy Brase  | 100% Cult Comics 96 (Panini Comics)  | Maggio 2010   |
| Febbraio 2009 | Kull                        | The Shadow Kingdom      | Il Regno Fantasma     | Arvid Nelson  | Will Conrad    | José Villarrubia | Will Conrad | 100% Cult Comics 96 (Panini Comics)  | Maggio 2010   |
| Marzo 2009    | Kull                        | The eye of terror       | Il Regno Fantasma     | Arvid Nelson  | Will Conrad    | José Villarrubia | Will Conrad | 100% Cult Comics 96 (Panini Comics)  | Maggio 2010   |
| Maggio 2009   | Kull                        | The eye of terror       | Il Regno Fantasma     | Arvid Nelson  | Will Conrad    | José Villarrubia | Will Conrad | 100% Cult Comics 96 (Panini Comics)  | Maggio 2010   |
| Novembre 2010 | Kull: The Hate Witch        | The doom king           | La strega dell'odio   | David Lapham  | Gabriel Guzman | Dan Jackson      | Tom Fleming | 100% Cult Comics 106 (Panini Comics) | Giugno 2012   |
| Dicembre 2010 | Kull: The Hate Witch        | Savage nation           | La strega dell'odio   | David Lapham  | Gabriel Guzman | Dan Jackson      | Tom Fleming | 100% Cult Comics 106 (Panini Comics) | Giugno 2012   |
| Gennaio 2011  | Kull: The Hate Witch        | The eyes of the crow    | La strega dell'odio   | David Lapham  | Gabriel Guzman | Dan Jackson      | Tom Fleming | 100% Cult Comics 106 (Panini Comics) | Giugno 2012   |
| Febbraio 2011 | Kull: The Hate Witch        | The city of wonders     | La strega dell'odio   | David Lapham  | Gabriel Guzman | Dan Jackson      | Tom Fleming | 100% Cult Comics 106 (Panini Comics) | Giugno 2012   |
| Ottobre 2011  | Kull: The Cat and the Skull | A Nation of Enemies     | Il gatto e il teschio | David Lapham  | Gabriel Guzman | Dan Jackson      | Jo Chen     | 100% Cult Comics 204 (Panini Comics) | Giugno 2013   |
| Novembre 2011 | Kull: The Cat and the Skull | Reflection of Deception | Il gatto e il teschio | David Lapham  | Gabriel Guzman | Garry Henderson  | Jo Chen     | 100% Cult Comics 204 (Panini Comics) | Giugno 2013   |
| Dicembre 2011 | Kull: The Cat and the Skull | The Forbidden Lake      | Il gatto e il teschio | David Lapham  | Gabriel Guzman | Garry Henderson  | Jo Chen     | 100% Cult Comics 204 (Panini Comics) | Giugno 2013   |
| Gennaio 2012  | Kull: The Cat and the Skull | The Skull               | Il gatto e il teschio | David Lapham  | Gabriel Guzman | Garry Henderson  | Jo Chen     | 100% Cult Comics 204 (Panini Comics) | Giugno 2013   |

### IDW Publishing
| Data         | Edizione inglese         | Sceneggiatura | Disegni      | Colori         | Copertina    | Prima edizione italiana | Data italiana |
| ------------ | ------------------------ | ------------- | ------------ | -------------- | ------------ | ----------------------- | ------------- |
| Giugno 2017  | Kull Eternal 1           | Tom Waltz     | Luca Pizzari | Tríona Farrell | Luca Pizzari | Inedito                 | n/a           |
| Ottobre 2017 | Kull Eternal 2           | Tom Waltz     | Luca Pizzari | Tríona Farrell | Luca Pizzari | Inedito                 | n/a           |
| Maggio 2018  | Kull Eternal 3           | Tom Waltz     | Luca Pizzari | Tríona Farrell | Luca Pizzari | Inedito                 | n/a           |
| Aprile 2019  | Kull Eternal Annual 2018 | Tom Waltz     | Luca Pizzari | n/a            | Luca Pizzari | Inedito                 | n/a           |